# 高田慎蔵

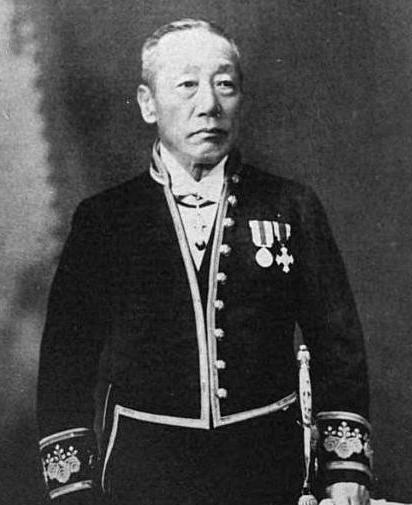
高田愼蔵

高田 慎蔵（たかた しんぞう、嘉永5年2月2日〈1852年2月21日〉 - 大正10年〈1921年〉12月26日）は、明治大正期の機械貿易商。勲三等。墓は谷中霊園。

## 生涯
高田商会創業者。旧幕府佐渡奉行の下級官吏、支配地役人組頭で広間役だった天野孫太郎の子として佐渡国相川（現新潟県佐渡市）に生まれる。4歳で父の同僚高田六郎の養子となる。14歳にして慶応元年（1865年）佐渡奉行所に出仕見習いから、公事方書役となる。戊辰戦争（1868年）時には新政府に対抗する中山信安の迅雷隊に名を連ねたが、明治維新後、新政府の相川鉱山下調役となり、英国公使のパークスやお雇い外国人エラスムス・ガウワーらの佐渡金山視察に遭遇し、英語の必要性を感じる。夷港運上所（明治3年に設置された両津港の税関）に勤め外務下調兼通弁見習となり英語を学んだ。
明治3年（1870年）、通弁学習のため上京し、関東郡代屋敷の佐渡出張所に小屋を借り受けて学び始めるが、築地居留地にあったドイツ商館アーレンス商会の丁稚となり商業の道に進む。明治11年（1878年）ドイツ人武器商人のマルチン・ミヒャエル・ベア（Martin Michael Behr）のベア商会に通弁兼事務官として勤務したのち、明治13年（1880年）、ベアの廃業の後を継ぐかたちで、アーレンスとスコット（ベアの番頭）と共同経営で高田商会を設立した。明治20年（1887年）欧米諸国を巡回し翌21年（1888年）帰国し、新組織にして改めて高田商会を設立。鉱山採掘ドリルや送水ポンプ、軍艦などを輸入し、事業を拡大し、ニューヨーク・ロンドンに支店を設ける。ベアから欧州各国の大製造所の代理店をも譲り受けており、日本海軍を大口顧客としたアームストロング社も取引先のひとつだった。明治29年（1896年）再び欧米を巡遊。関連会社として高田鉱業、旭紡績、永楽銀行を創設。明治32年（1899年）にはアメリカの電気機械メーカー、ウエスチングハウス社の代理店になるなど、日清・日露の両戦争では、海軍省御用となり軍需品を納め豪商となった。海軍の特命で反乱軍に武器を送る秘密工作にも携わり、その功をもって勲三等に叙された。同商会は有力機械輸入商社に成長し、明治41年（1908年）合資会社（資本金100万円）に改組。慎蔵は大博覧会評議員・東洋拓殖設立委員となる。大正8年（1919年）引退し婿養子釜吉（釜蔵）(田中平八の3男)に経営を譲った。大正10年に病により没したが、危篤時に特旨により従四位を叙せられた。
慎蔵没後ほどなくして、大正14年（1925年）に高田商会は経営破綻、次いで永楽銀行なども休業に追い込まれた。
高野山宝物館設立発起人の一人。東京都文京区本郷湯島三組町の高田慎蔵邸･高田商会本店（麹町）・別邸（赤坂表町）は、明治33年（1900年）ジョサイア・コンドルが建てた。

## 家族・親族
妻のたみ子（1853年生）は東京の商家の娘(旧姓池田）。七男五女の子があったが、正妻との間に男子がなかったため、次女・雪子（1885年生）の婿に田中平八の三男・釜吉（1876年生）を迎え、慎蔵の事業を継がせた。釜吉は井上馨の世話により1892年にドイツに留学、ベルリン工部大学に学び、1902年に帰国し、芝浦製作所、東京電燈を経て、1906年雪子と結婚し、1909年に高田商会に入社した。マルチタレントの髙田万由子は、釜吉・雪子の曾孫（娘・愛子の孫）で、慎蔵の曾曾孫。
別の女性との間に生まれた三男・高田邦三郞 (1878年生)は、高田商会無限責任社員として父慎蔵を助けた。長女まつの入り婿・高田信次郎も無限責任社員となり高田商会の代表社員を務めたが、大正7年の製鉄所社員に対する同社の収賄事件で収監された。
孫娘にピエール・カルダン専属のファション写真家として知られる高田美（たかたよし、1916-2009）がいる。戦後AFP通信社で働いたのち、38歳で渡仏後写真を始め、カルダンと日本を結ぶ窓口として活躍し、日仏交流の功労者としてフランス政府、パリ市から叙勲された。
また、ミカエル・ベアと荒井ロクのあいだに生まれた子照子をベア帰国時に養女にした。照子は兵学者原田一道男爵の長男で地質学者の原田豊吉に嫁いだ。

## 妻たみ子と囲碁界
慎蔵の妻高田たみ子は、囲碁初段ほどの腕前だったが、1892年（明治25年）頃に囲碁家元の本因坊秀栄と交友を得て、以後囲碁界の後援者として重要な役割を果たした。秀栄、安井算英、及び方円社の中川亀三郎に月々の手当（秀栄には70円、他二人は40円）を出し、また秀栄には湯島天神町に家を提供、当時秀栄の開いていた囲碁奨励会も高田邸で開かれることもあった。
1895年に囲碁奨励会を拡大した研究会「四象会」もたみ子が支援し、出席者には1人50銭の車代を出した。四象会は1904年まで102回続いて秀栄門下に限らず多くの有望棋士を輩出し、「四象会月報」は犬養毅、頭山満、慎蔵などの後援者に配布され、他にも石井千治、田村保寿（本因坊秀哉）など多くの棋士が援助を受けた。だが、たみ子のところに稽古に来ていた秀栄門の野沢竹朝の口の悪さを秀栄に訴えたところ、秀栄は以後援助を断り、資金不足により四象会も終了となった。その後秀栄は研鑽の甲斐あって1906年に名人位襲位を果たす。